# Tizi Ouasli
Tizi Ouasli, o Tizi Ousli (in arabo تيزي وسلي‎?, Tīzī Waslī; in berbero ⵟⵉⵣⵉ ⵓⵙⵔⵉ) è un centro abitato e comune rurale del Marocco situato nella provincia di Taza, regione di Fès-Meknès. Conta una popolazione di 6 639 abitanti (censimento 2014).

## Storia

### Origini berbere
Tizi Ouasli ha una storia antica legata alla cultura berbera. La regione è abitata principalmente dalla tribù degli Igzennayen, un sottogruppo della popolazione del Rif. Per secoli, la popolazione ha vissuto grazie all'agricoltura e alla pastorizia, sviluppando una forte identità culturale.

### Il colonialismo francese e la resistenza
Durante l'occupazione coloniale del Marocco, Tizi Ouasli e l'intera regione del Rif furono coinvolte in numerosi conflitti.
- La Guerra del Rif (1921-1926): Sebbene il conflitto fosse principalmente contro gli spagnoli, la resistenza guidata da Abd el-Krim ispirò una lotta più ampia contro l'occupazione coloniale.
- Resistenza degli anni '50: Durante il periodo che portò all'indipendenza del Marocco, Tizi Ouasli divenne parte di una delle aree più combattute contro il dominio francese. L’area tra Aknoul, Boured e Tizi Ouasli fu soprannominata il "triangolo della morte" per la violenta repressione coloniale.